# Бонаколси
Бонаколси (на италиански: Bonacolsi) е италиански благороднически род, който управлява Мантуа от последната четвърт на 13 век до първата четвърт на 14 век.
Родът получава сеньориалното управление в Мантуа. Бонаколси непосредствено предшестват идването на власт на династията Гонзага. Основател на рода е Пинамонте дей Бонаколси.
Произходът на рода е недостатъчно изяснен (според една версия, Бонаколси произхождат от Ферара, по друга – от Модена). Първото свидетелство за тях е от 1168 г. от Вирджилио, градче близо до Мантуа; в документа се споменава Отобуоно де Бонакоза и неговият син Гандолфо (прокуратор на комуна ди Мантоа от 1200), баща на Мартино (реторе ди Мантуа от 1233).
Внукът на Гандолфо и синът на Мартино дей Бонаколси, Пинамонте дей Бонаколси (1206 – 7 октомври 1293) се ражда в Мантуа и е голям привърженик на партията на гибелините. През 1259 г. той получава длъжността „старшина на народа“ на Мантуа, а през 1272 г. става ректор на Мантуа. През 1272 г. той изгонва гвелфското правителство на граф Гвидо II да Кореджо, заточава го и избива неговия род, както и много други гвелфи, подчинява Мантуа на своята власт и става Първи сеньор на града. Около 1280 г. той започва строежа на дворец Бонаколси и преобразува Торе дела Габия. Неговата фамилия дей Бонаколси заема службата генерален капитан на Матуа и signoreggiò su Mantova до 1328 г. с Риналдо Пасерино дей Бонаколси (1278 – 1328), четвърти народен капитан и сеньор на града (1309 – 1328). През 1328 г. Лудовико Гонзага заточва синовете му Джованни II и Франческо заедно с други роднини в крепостта Кастел д'Арио, където те скоро умират. Това послужило за сюжет на картината на Доменико Мороне „Падението на Бонаколсите“.
Последният известен с това име е Пиер Якопо Алари Бонаколси (1460 – 1528), наричан Антико – италиански скулптор, който работи за херцогската фамилия Гонзага.